# Daniel Brühl
  Daniel Brühl    (Barcelona, 16 de juny de 1978), nom artístic de Daniel César Martin Brühl González, és un actor de cinema catalano-alemany. Va començar a treballar al fulletó alemany Verbotene Liebe el 1995. El seu paper a la pel·lícula alemanya Good Bye, Lenin!, que li va valdre reconeixement, lloances de la crítica i el premi del Cinema Europeu al millor actor i el premi del Cinema Alemany a millor actor. Ha treballat en produccions europees i estatunidenques en més d'una llengua.
Es va fer conegut entre el públic dels EUA amb el paper de Fredrick Zoller a la pel·lícula de Quentin Tarantino Maleïts malparits (2009) i va aparèixer a L'ultimàtum de Bourne (2007), El cinquè poder (2013) i A Most Wanted Man (2014). Brühl va rebre afalacs de la crítica interpretant el pilot de Fórmula 1 Niki Lauda a la pel·lícula de Ron Howard Rush (2013). El 2016 va aparèixer a Captain America: Civil War interpretant-hi Helmut Zemo, que tornarà a interpretar a la sèrie The Falcon and the Winter Soldier. També ha actuat a la sèrie The Alienist, com a Dr. Lazlo Kreizler.

## Biografia

### Infantesa

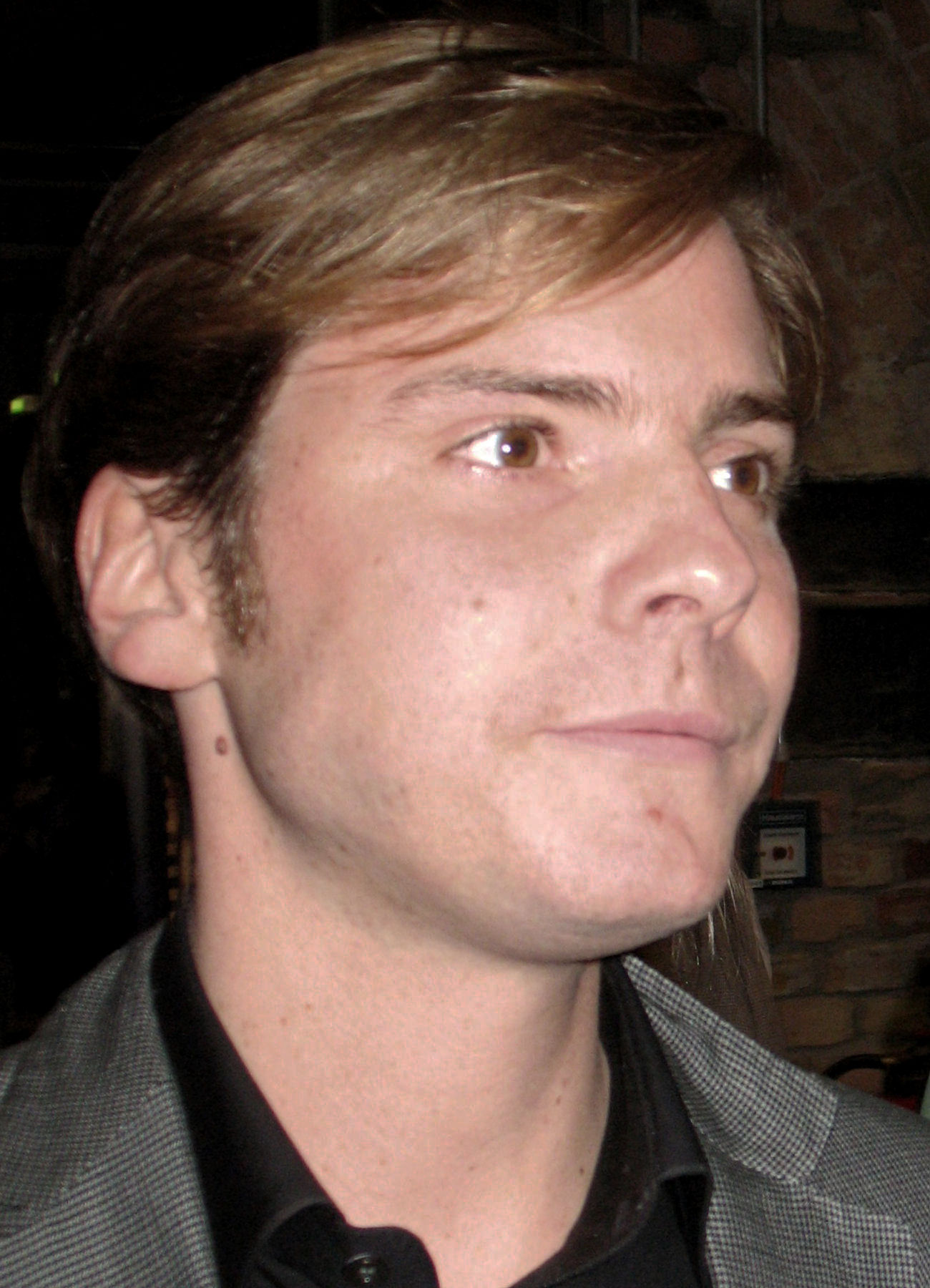
Daniel Brühl a l'estrena de Los abrazos rotos a Berlín l'agost de 2009.

Brühl va néixer a Barcelona; fill de Hanno Brühl, un actor de teatre alemany nascut a São Paulo (Brasil), i de Marisa González Domingo, una professora espanyola. Té un germà, Oliver, i una germana, Miriam. Després del seu naixement, la família es va traslladar a Colònia (Alemanya), on va créixer i estudiar. Parla anglès, alemany, espanyol, francès i portuguès i entén el català.

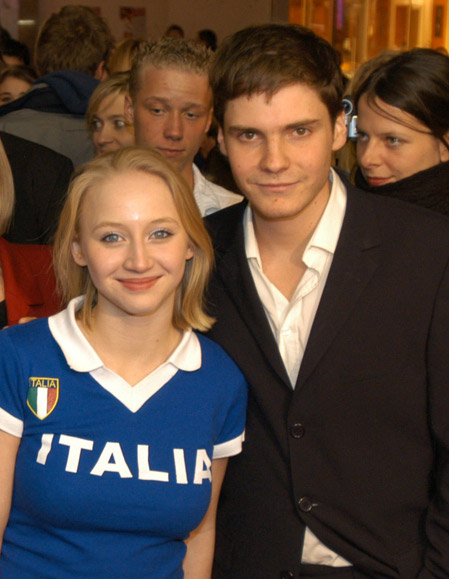
Daniel Brühl en companyia d'Anna Maria Mühe a l'estrena de Was nützt die Liebe in Gedanken, el 2004.

### Carrera
Brühl va començar a actuar de jove, i va fer el seu debut el 1995 al fulletó Verbotene Liebe, on interpretava Benji, un nen de carrer. Es va fer famós internacionalment el 2003 en la pel·lícula d'Alex Kerner Good Bye, Lenín!, que va tenir sis milions d'espectadors a tot el món. El seu debut en una pel·lícula de parla anglesa va ser a L'última primavera (2004), amb Judi Dench i Maggie Smith i per la qual va aprendre polonès i violí. Va interpretar el tinent Horstmayer a la pel·lícula trilingüe Bon Nadal (2005), que tracta sobre les experiències de soldats francesos, alemanys i escocesos durant la treva de Nadal de 1914. La pel·lícula en mostra les habilitats lingüístiques en parlant en alemany, francès i anglès.
El 2006 va formar part del jurat del Festival de Cinema de Cannes. Va fer un cameo a la pel·lícula Two days in Paris, una comèdia romàntica dirigida per la francesa Julie Delpy. El setembre es va estrenar la pel·lícula Salvador (Puig Antich), en què interpretava Salvador Puig i Antich, l'anarquista català executat durant el franquisme. El 2007 va tenir un paper secundari a la pel·lícula L'ultimàtum de Bourne. També va aparèixer a Krabat, estrenada l'octubre de 2008 a Alemanya.
El seu paper com a Frederick Zoller a la pel·lícula Maleïts malparits (2009), dirigida per Quentin Tarantino i protagonitzada per Brad Pitt, el va fer conèixer entre el públic dels Estats Units. Aquell mateix any va aparèixer a la pel·lícula The Countess, la tercera de Julie Delpy. El maig d'aquell any va crear la productora Fouronfilm, amb Film1. Va participar en la pel·lícula In Tranzit, en què interpreta un soldat nazi amb John Malkovich. També va compartir pantalla amb Clive Owen al thriller Intruders (2011), dirigit per Juan Carlos Fresnadillo.
El 2013 va interpretar el soci de Julian Assange (Benedict Cumberbatch), Daniel Domscheit-Berg, a la pel·lícula El cinquè poder. Aquell mateix any va fer del pilot de Fórmula 1 Niki Lauda a la pel·lícula de Ron Howard Rush. La pel·lícula va ser un èxit comercial i de la crítica i li va valdre múltiples nominacions a premis com el Globus d'Or al millor actor secundari, el premi de la Crítica Cinematogràfica al millor actor secundari, el premi BAFTA al millor actor secundari i el premi del Sindicat d'Actors de Cinema.
El febrer 2015, va formar part del jurat de la 65a Berlinale, presidida pel realitzador Darren Aronofsky. El mateix any, va interpreta l'amic del personatge de Bradley Cooper a la comèdia dramàtica Cremat amb Sienna Miller i Omar Sy.
El 2015 va interpretar l'amic del personatge d'Emma Watson al thriller Colonia, de Florian Gallenberger. Brühl va fer d'Helmut Zemo a Captain America: Civil War (2016), i està previst que el torni a interpretar a la sèrie de Disney+ The Falcon and the Winter Soldier. Va interpretar el zoòleg nazi Lutz Heck a la pel·lícula de Niki Caro The Zookeeper's Wife (2017). L'any següent va encarnar el Dr. Laszlo Kreizler a la sèrie de televisió estatunidenca The Alienist, difosa per la TNT als Estats Units i internacionalment per Netflix. Va participar en la campanya publicitària Made in Germany de la marca BOSS amb Toni Garrn. El desembre de 2018 va ser membre del jurat del 17è Festival de Marrakesh, presidit pel realitzador James Gray. El 2020 va interpretar Erik Jan Hanussen a The King's Man.

### Vida privada
El 2006 va tallar la relació amb la seva xicota i promesa, l'actriu Jessica Schwarz, a qui havia conegut durant el rodatge de Nichts bereuen. Del 2010 ençà, ha estat amb la psicòloga i exmodel Felicitas Rombold. Tenen un fill, Anton Hanno (nascut l'octubre de 2016) i es van casar entre el naixement del fill i principis de 2018. El 2020 es va anunciar que esperaven un segon fill.

## Filmografia

### Pel·lícules
| Any  | Pel·lícula                                               | Paper                  | Director                  | Notes                                                          |
| ---- | -------------------------------------------------------- | ---------------------- | ------------------------- | -------------------------------------------------------------- |
| 1995 | Svens Geheimnis                                          |                        | Roland Suso Richter       | Telefilm                                                       |
| 1996 | Der Pakt - Wenn Kinder töten                             | Nikolas Koll           | Miguel Alexandre          | Telefilm                                                       |
| 1998 | Blutiger Ernst                                           | Reinhold Gerwander     | Bend Böhlich              | Telefilm                                                       |
| 1999 | Le château des singes                                    | Kom                    | Jean-François Laguionie   | Veu (doblatge en alemany)                                      |
| 1999 | Hin und weg                                              | David                  | Hanno Brühl               | Telefilm                                                       |
| 1999 | Schlaraffenland                                          | Txec                   | Friedemann Fromm          |                                                                |
| 2000 | Eine Hand Voll Gras                                      | Bernd                  | Marco Petry               |                                                                |
| 2000 | La força del passat (Deeply)                             | Jay                    | Sheria Eldwood            |                                                                |
| 2000 | Ein mörderischer Plan                                    | Reini Pfaff            | Matti Geschonneck         | Telefilm                                                       |
| 2000 | Stundenhotel                                             |                        | Diversos                  |                                                                |
| 2000 | Schule                                                   | Markus Baasweiler      | Marco Petry               |                                                                |
| 2001 | Das weiße Rauschen                                       | Lukas                  | Hans Weingartner          |                                                                |
| 2001 | Eine öffentliche Affäre                                  |                        | Rolf Schübel              | Telefilm                                                       |
| 2001 | Honolulu                                                 | Marek                  | Diversos                  |                                                                |
| 2001 | Nichts bereuen                                           | Daniel                 | Benjamin Quabeck          |                                                                |
| 2002 | Elefantenherz                                            | Marko Stemper          | Marko Stemper             |                                                                |
| 2002 | Vaya con Dios                                            | Arbo                   | Zoltan Spirandelli        |                                                                |
| 2003 | Good Bye, Lenin!                                         | Alex                   | Wolfgang Becker           |                                                                |
| 2003 | Die Klasse von '99 - Schule war gestern, Leben ist jetzt | Schnubii               | Marco Petry               |                                                                |
| 2004 | Was nützt die Liebe in Gedanken                          | Paul Krantz            | Achim Von Borries         |                                                                |
| 2004 | Die fetten Jahre sind vorbei                             | Jan                    | Hans Weingartner          |                                                                |
| 2004 | L'última primavera (Ladies in Lavender)                  | Andrea                 | Charles Dance             |                                                                |
| 2004 | Farland                                                  | Frank                  | Michael Klier             |                                                                |
| 2004 | Der Letzte Flug                                          | Sotsoficial Barthel    | Roger Mönch               | Curtmetratge                                                   |
| 2005 | Bon Nadal                                                | Tinent Horstmayer      | Christian Carion          |                                                                |
| 2006 | Cargo                                                    | Chris                  | Clive Gordon              |                                                                |
| 2006 | Salvador (Puig Antich)                                   | Salvador Puig i Antich | Manuel Huerga             | Nominat − Goya al millor actor                                 |
| 2006 | Ein Freund von mir                                       | Karl                   | Sebastian Schipper        |                                                                |
| 2007 | Two days in Paris                                        | Lukas                  | Julie Delpy               |                                                                |
| 2007 | L'ultimàtum de Bourne (The Bourne Ultimatum)             | Martin Kreuz           | Paul Greengrass           |                                                                |
| 2008 | In Tranzit                                               | Klaus                  | Tom Roberts               |                                                                |
| 2008 | Un poco de chocolate                                     | Marcos                 | Aitzol Aramaio            |                                                                |
| 2008 | Krabat i el molí del diable                              | Tonda                  | Marco Kreuzpaintner       |                                                                |
| 2009 | John Rabe                                                | Dr. Georg Rosen        | Florian Gallenberger      |                                                                |
| 2009 | The Countess                                             | Istvan Thurzo          | Julie Delpy               |                                                                |
| 2009 | Maleïts malparits (Inglourious Basterds)                 | Frederick Zoller       | Quentin Tarantino         |                                                                |
| 2009 | Lila, Lila                                               | David Kern             | Alain Gsponer             |                                                                |
| 2009 | Inglorious Basterds: Stolz der Nation                    | Frederick Zoller       | Eli Roth                  | Curtmetratge                                                   |
| 2009 | Dinosaurier                                              | Tobias Hardmann        | Leander Haußmann          |                                                                |
| 2010 | Kóngavegur                                               | Rupert                 | Valdís Óskarsdóttir       |                                                                |
| 2010 | Die kommenden Tage                                       | Hans Krämer            | Lars Kraume               |                                                                |
| 2011 | Units per un somni (Der ganz große Traum)                | Konrad Koch            | Sebastian Grobler         |                                                                |
| 2011 | I si vivim tots plegats?                                 | Dirk                   | Stéphane Robelin          |                                                                |
| 2011 | Eva                                                      | Alex Garel             | Kike Maíllo               | Nominat − Gaudí al millor actor Nominat − Goya al millor actor |
| 2011 | Intruders                                                | Pare Antonio           | Juan Carlos Fresnadillo   |                                                                |
| 2012 | The Pelayos                                              | Iván                   | Eduard Cortés             |                                                                |
| 2012 | 2 days in New York                                       | Fada del roure         | Julie Delpy               |                                                                |
| 2012 | 7 días en La Habana                                      | Leonardo               | Julio Medem               | Segment: «La tentación de Cecilia»                             |
| 2013 | Rush                                                     | Niki Lauda             | Ron Howard                |                                                                |
| 2013 | El cinquè poder                                          | Daniel Berg            | Bill Condon               |                                                                |
| 2014 | A Most Wanted Man                                        | Maximilian             | Anton Corbijn             |                                                                |
| 2014 | The Face of an Angel                                     | Thomas                 | Michael Winterbottom      |                                                                |
| 2015 | La dama d'or                                             | Hubertus Czernin       | Simon Curtis              |                                                                |
| 2015 | Colonia                                                  | Daniel                 | Florian Gallenberger      |                                                                |
| 2015 | Ich und Kaminski                                         | Sebastian Zöllner      | Wolfgang Becker           |                                                                |
| 2015 | Cremat                                                   | Tony                   | John Wells                |                                                                |
| 2016 | Alone in Berlin                                          | Escherich              | Vincent Perez             |                                                                |
| 2016 | Captain America: Civil War                               | Helmut Zemo            | Anthony Russo i Joe Russo |                                                                |
| 2017 | The Zookeeper's Wife                                     | Lutz Heck              | Niki Caro                 |                                                                |
| 2018 | Entebbe                                                  | Wilfried Böse          | José Padilha              |                                                                |
| 2018 | The Cloverfield Paradox                                  | Schmidt                | Julius Onah               |                                                                |
| 2019 | My Zoe                                                   | Thomas Fischer         | Julie Delpy               |                                                                |
| 2021 | The King's Man                                           | Erik Jan Hanussen      | Matthew Vaughn            |                                                                |
| 2021 | La porta del costat                                      | Daniel Weltz           | Ell mateix                | Paper principal, també director i productor                    |
| 2022 | Res de nou a l'oest (Im Westen nichts Neues)             | Matthias Erzberger     | Edward Berger             | Paper principal; també productor executiu                      |

### Sèries de televisió
| Any       | Títol                             | Paper              | Director             | Notes                                                                             |
| --------- | --------------------------------- | ------------------ | -------------------- | --------------------------------------------------------------------------------- |
| 1995      | Verbotene Liebe                   | Benji Kirchner     |                      | 16 episodis                                                                       |
| 1997      | Polizeiruf 110                    | Robert Voigt       | Jan Ruzicka          | Episodi: «Der Sohn der Kommissarin»                                               |
| 1998      | SOKO München                      | Knut               | Michael Zens         | Episodi: «Ausgetrickst»                                                           |
| 1999      | Sturmzeit                         | Chris Rathenberg   |                      | Episodi: «Teil 4»                                                                 |
| 1998–2000 | Tatort                            | Achim              |                      | Episodis: «Die kleine Zeugin» i «Gefährliche Zeugin»                              |
| 2014      | The Trip                          | Propietari del bar | Michael Winterbottom | Episodi: «Il Cenobio dei Dogi, Camogli» Sense acreditar                           |
| 2018–2020 | The Alienist                      | Laszlo Kreizler    | Jacob Verbruggen     | 18 episodis                                                                       |
| 2021      | The Falcon and the Winter Soldier | Zemo               | Kari Skogland        | Minisèrie, 6 episodis                                                             |
| 2021      | Marvel Studios: Assembled         | Ell mateix         |                      | Documental; episodi: "Assembled: The Making of The Falcon and the Winter Soldier" |